# Julien Désiré Abel Coïc
Julien Désiré Abel Coïc, né le 20 avril 1779 à Quimper (Finistère) et mort le 21 décembre 1839  à Redon (Ille-et-Vilaine), est un ingénieur français des Ponts et Chaussées.

## Biographie
Fils de René Coïc procureur du siège présidial de Quimper, juge de paix. 
Julien Désiré Abel Coïc s'engage, en 1793, dans la marine et participe en tant que timonier à bord du Scipion aux combats du 11 au 13 mai 1794. Blessé à la tête, il quitte la marine et entre à Polytechnique (promotion AnVI). En 1800, il intègre l'école des Ponts et Chaussées. 
Il est recruté par Napoléon avec trois de ses camarades de promotion pour une mission délicate,, construire la route du Simplon afin de faciliter le passage des troupes françaises vers l'Italie. Il est ensuite affecté à la construction des routes du Mont-Cenis et du Montgenèvre.
Après ce séjour en Italie où il se marie à Altare, il rentre en France et est affecté en 1814 dans les Pyrénées-Orientales. En 1815, Gaspard de Chabrol de Volvic, qu'il connaissait comme préfet de Montenotte, le fait venir à Paris et lui confie les travaux du canal de l'Ourcq.
Directeur du service de l'assainissement de la ville de Paris en 1826, il procède à la canalisation de la Bièvre et réalise la voirie de Bondy.
Il est inspecteur divisionnaire des Ponts et Chaussées, chargé de la Loire en 1830.
Sa fille Pauline épouse le peintre Charles Mozin.

## Sources
- Annales des Ponts et Chaussées (1840, 1er volume nécrologie, p.383, notice de M. H. C. Emmery) [lire en ligne]